# Reine

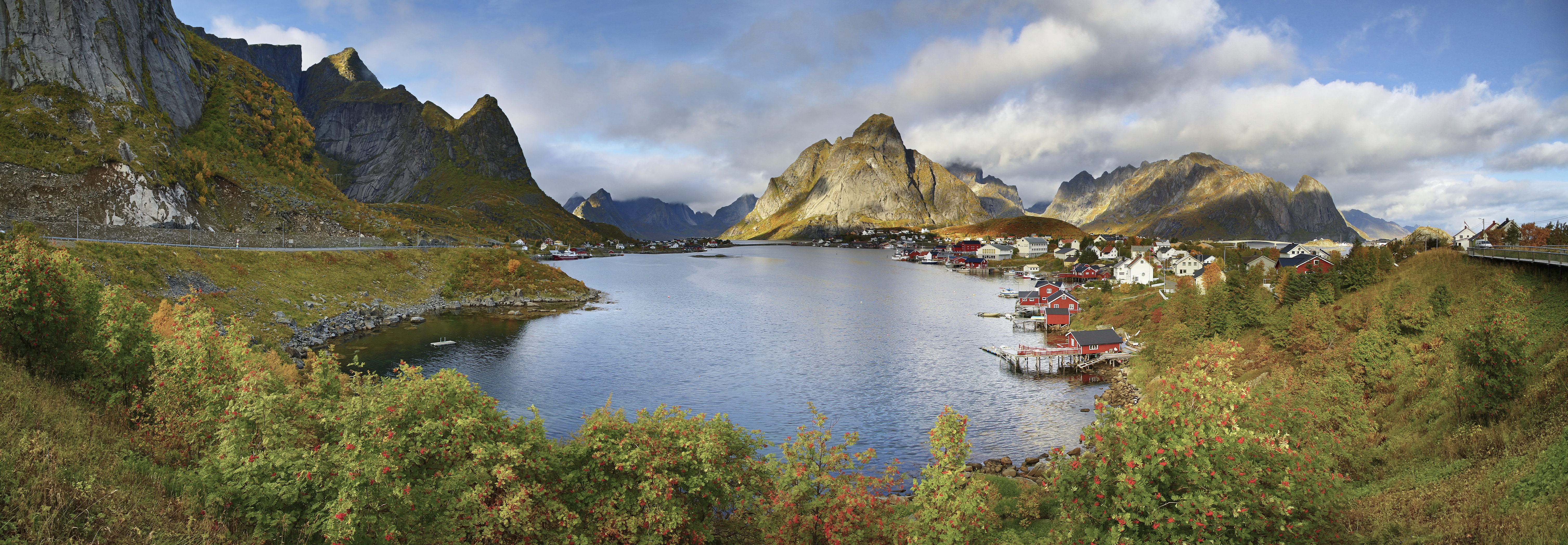
Vista da vila

Reine é o centro administrativo do município de Moskenes, no condado de Nordland, Noruega. A vila fica na ilha de Moskenesøya, no arquipélago de Lofoten, acima do Círculo Polar Ártico, cerca de 300 quilômetros a sudoeste da cidade de Tromsø.